# Tôm sát thủ
Tôm sát thủ (Danh pháp khoa học: Dikerogammarus villosus) là động vật thuộc loài xâm lấn có nguồn gốc từ những vùng nước trong thảo nguyên ở giữa Biển Đen và Biển Caspian. Chúng xâm nhập Tây Âu qua sông Danube. Trong suốt 10 năm qua chúng đã bành trướng khắp Tây Âu. Người dân Anh phát hiện loài tôm ăn thịt hung dữ trong hồ chứa ở phía Đông đất nước. Một số người câu cá nhìn thấy những con tôm lạ trong hồ chứa nước ngọt.

## Đặc điểm
Đa số tôm sát thủ chỉ có chiều dài thân khoảng 3 mm, song chúng có thể đạt tới chiều dài 30 mm và lớn hơn rất nhiều so với tôm nước ngọt bản địa. Chúng ăn các loài động vật không xương sống trong hồ chẳng hạn như các loài tôm khác và cả cá bột. Thức ăn của chúng là nhiều loài động vật sống trong môi trường nước ngọt. Ngay cả những côn trùng cũng có thể bị chúng bắt khi đậu trên mặt nước. Tôm sát thủ thường giết chết con mồi nhưng không ăn ngay mà để dành.